# جميا ني بازار
جميا ني بازار (بالفارسية: جمیا نی بازار) هي قرية تقع في قسم باهوكلات الريفي (مقاطعة تشابهار) في إيران. يقدر عدد سكانها بـ 80 نسمة بحسب إحصاء 2016.